# In Her Mother's Footsteps
In Her Mother's Footsteps è un cortometraggio muto del 1915 diretto da Joseph W. Smiley. Prodotto dalla Lubin e distribuito dalla General Film Company, il film si basa su un soggetto a firma di William H. Lippert.

## Produzione
Il film fu prodotto dalla Lubin Manufacturing Company.

## Distribuzione
Distribuito dalla General Film Company, il film - un cortometraggio in due bobine - uscì nelle sale statunitensi il 28 gennaio 1915.